# Zonnetempel van Konarak
De Zonnetempel van Konârak, ook bekend als de Zwarte Pagode, is rond 1250 gebouwd in Konark aan de Golf van Bengalen. De tempel is een van de oudste centra van zonaanbidding in India. In 1984 werd de zonnetempel opgenomen in de werelderfgoedlijst van de UNESCO.
De hele tempel is ontworpen als een weergave van de wagen van de zonnegod Surya met spaken en fraai beeldhouwwerk. De 24 wielen verwijzen naar de kringloop van seizoenen en maanden. Een span van zeven paarden trekt de wagen. De tempel is zo geplaatst dat de eerste stralen van de zon door de hoofdingang naar binnen vallen.